# كاداود (زاز الشرقي)
كاداود (بالفارسية: کاداود) هي قرية تقع في إيران في قسم زاز الشرقي الریفي.